# Tachytrechus genualis
Tachytrechus genualis är en tvåvingeart som beskrevs av Friedrich Hermann Loew 1857. Tachytrechus genualis ingår i släktet Tachytrechus och familjen styltflugor. Inga underarter finns listade i Catalogue of Life.